# Читинска област
Читинска област (рус. Читинская область) је некадашња област у Русији, бивши субјекат Руске Федерације. Административни центар је био град Чита.
Читинска област је формирана 1937. године, а 1. марта 2008. је административно спојена са аутономним округом Ага Бурјатија да би био формиран нови Забајкалски крај.